# Johannes Oporinus
Johannes Oporinus (Basileia, 25 de janeiro de 1507 — Basileia, 6 de julho de 1568) foi um humanista, tipógrafo e livreiro suíço. Foi um dos impressores que mais contribuiu para o avanço dos caracteres tipográficos. Editou inúmeros trabalhos importantes de humanistas, teólogos e reformadores. Publicou a primeira versão em latim do Alcorão e o primeiro trabalho de anatomia de Andreas Vesalius (1514-1564).  Também é referido por Jean Oporin, Ioannes Oporinus.

## Biografia
Era filho do pintor Jean Herbst. Estudou o ensino fundamental em Estrasburgo onde aprendeu latim e grego, em seguida, vai para Basileia onde consegue um posto de Explicador na Abadia cisterciense de Saint-Urbain, perto de Lucerna. Conforme o costume da época, traduz o seu nome alemão, que significa outono, pelo equivalente grego Oporinus. Ao retornar para Basileia, com seu amigo Johannes Zimmermann (1490-1526), dito Xylotectus, que era favorável às ideias da reforma, trabalha para o famoso impressor de Basileia Johannes Frobenius (1460-1527) fazendo correções, transcrições e compilações das obras dos textos clássicos gregos, o que vem dar um impulso na oficina de Frobenius. Em 1526, deu aulas de Latim na Universidade de Basileia. Estudou medicina e em 1527 tornou-se assistente (famulus) de Paracelso (1493-1541), fato esse relatado em uma carta endereçada a Johann Weyer em 1555. A pedido do mesmo, Oporinus desenha um retrato do médico que é pouco lisonjeiro e viaja muito. 
Em 1533, solicita um cargo de professor na Universidade de Basileia, e obtém por intercessão de Simon Grynaeus uma cadeira para dar aulas de grego. Entre 1535 e 1537, tornou-se impressor associado com Thomas Platter (1499-1582), Robert Winter († 1553) e Wolfgang Lazius (1514-1565), porém, tornou-se independente a partir de 1542, quando deixou de dar aulas e fundou sua própria tipografia.
Cheio de dívidas, decide vender sua tipografia em 1567, que continuou a operar sob o nome de "Officina Oporiniana". Oporinus morreu em 6 de Julho de 1568. Um discurso em seu sepultamento foi pronunciado pelo teólogo e reformador Simon Sulzer (1508-1585), sendo enterrado perto de Erasmo e de Simon Grynaeus.
A primeira versão latina do Alcorão, em 1542, editada por Theodor Bibliander (1509-1564), primeiro editor do Alcorão em todo o mundo, a partir de uma tradução de Roberto de Ketton (1110-1160), feita entre os anos 1142 e 1143, por ordem de Pedro, o Venerável (1092-1156) causou a Oporinus sérias dificuldades. O concílio da cidade de Basileia queria impedir a publicação, mas desistiu diante da intervenção de Martinho Lutero e Philipp Melanchthon

## Família
Oporinus foi casado quatro vezes: em primeiras núpcias com Margarethe Feer, viúva de seu amigo Xyloctetus, e após a morte desta última, casou em segundas núpcias com Maria Nochpur, com quem viveu quase trinta anos. Mais tarde se casou com a viúva do impressor Johannes Hervagius (1497-1559), que morreu por sua vez, e alguns meses depois, casou com Faustina Iselin, filha do humanista e polímata Bonifacius Amerbach (1495-1562). Johannes Oporinus é também o tio materno do fundador de uma dinastia de médicos suíços, Theodor Zwinger (1533-1588), pelo casamento de sua irmã, Chrétienne Herbster, com Leonard Zwinger (1501-1538), que após a morte deste se casou com Conradus Lycosthenes (1518-1561).

## Obras

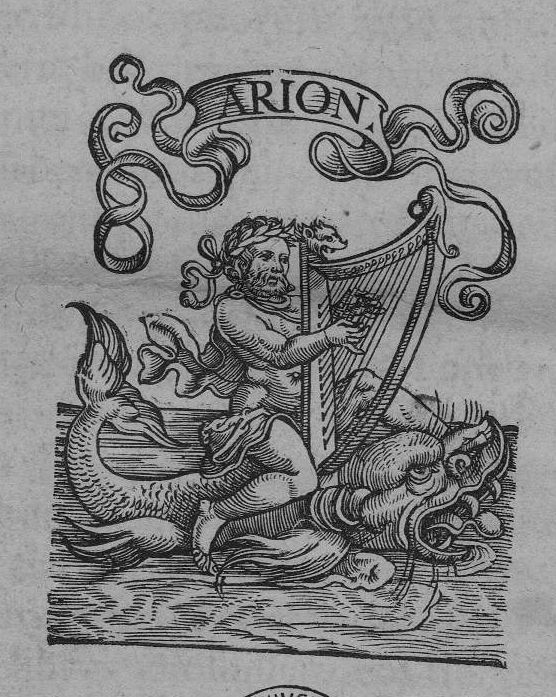
Marca de Oporinus

- De humani corporis fabrica, de Andreas Vesalius, 1543
- O Alcorão, em versão latina, 1542, editada por Theodor Bibliander (1509-1564)
- (em inglês) As Centúrias de Magdeburgo, que é uma versão luterana sobre a história da Igreja desde 1558
- De haereticis, de Sebastian Castellion (1515-1563) contra a sentença de condenação a Miguel Servet (1511-1553).
- Historia vera de morti sancti viri Ioannis Diazii Hispanics [...] escrita por Claudium Senarclaeum, e atribuída a Francisco de Enzinas (1518-1552)[12], outubro 1546
- Catalogus testium veritatis, baseado na história da igreja de Matthias Flacius Illyricus[13], 1556 e 1562
- Saxonis Grammatici Danorum Historiae Libri XVI, 1543